# Argyreuptychia probata
Argyreuptychia probata är en fjärilsart som beskrevs av Gustav Weymer 1911. Argyreuptychia probata ingår i släktet Argyreuptychia och familjen praktfjärilar. Inga underarter finns listade i Catalogue of Life.